# 10-е тысячелетие до н. э.
10-е (деся́тое) тысячеле́тие до на́шей э́ры по пролептическому юлианскому календарю — тысячелетие с 1 января 10000 года до н. э. по 31 декабря 9001 года до н. э. Ему предшествовало 11-е тысячелетие до н. э., за ним следовало 9-е тысячелетие до н. э. Оно закончилось 11025 лет назад.
Начало мезолита в Европе и его окончание на Ближнем Востоке, эпипалеолита и голоценовой эры. Бубальский период на территории Сахары. Развитие сельского хозяйства — культивирование примитивных форм проса и риса в Юго-Западной Азии.
Поздний дриас завершился 9700 ± 99 лет до н. э. Начался пребореальный период.

## События
- Около 10 000 до нашей эры — начало эры дзёмон в Японии.
- Около 10 000 до нашей эры — керамика культуры Дзёмон в Японии.
- Около 10 000 до нашей эры — одомашнена собака.
- Около 10 000 до нашей эры — вымерли множество видов мегафауны.
- Около 10 000 до нашей эры — неолитические праисторические статуи, открытые в деревнях Невалы-Чори и Гёбекли-Тепе возле города Шанлыурфа в современной восточной Турции.
- Около 10 000 до нашей эры — культивирование горлянки и использование её в качестве сосуда для питья.
- Около 10 000 до нашей эры — конец последней ледниковой эпохи. Большая часть Земли вновь стала обитаема.
- Около 9600 до нашей эры — закончился поздний дриас. Традиционная граница между плейстоценом и голоценом, а также между палеолитом и мезолитом.
- Около 9500 до нашей эры — современное Балтийское море вступило в стадию озера Анцилус.
- Около 9500 до нашей эры — возможно, начало культивирования диких трав в Малой Азии.
- Около 9500 до нашей эры — первые строения храмового комплекса Гёбекли-Тепе.
- Около 9300 до нашей эры — возможно, начало культивирования инжира на Иордане.
- После 9000 до нашей эры — первые каменные строения в Иерихоне, построенные в период Натуфийской досельскохозяйственной культуры.
- Около 9000 до нашей эры — начало неолитической культуры на Древнем Ближнем Востоке.

### Старый свет
- Азия: использование пещер у Каспийского моря для проживания людей.
- Африка: наскальная живопись, изображающая картины человеческой деятельности, обнаруженная на территории Эфиопии и Эритреи, датируется десятым тысячелетием до н. э.
- Европа: люди азильской культуры расселились по территории Испании, Франции, Швейцарии, Бельгии и Шотландии.
- Европа: расцвет культуры Мадлен, создание наскальной живописи в пещерах на территории Франции.
- Европа: в Бургундии люди начали охотиться на лошадей.
- Месопотамия: люди начинают сбор диких пшеницы и ячменя, возможно, для производства солода, а позднее пива.
- Норвегия: первые следы обитания человека обнаружены на территории Рандаберга.
- Персия: одомашнена коза.
- Сахара: период Бубалус.

## Мифические события
- Середина 10-го тысячелетия до нашей эры — согласно Платону, затопление последнего острова Атлантиды, Посейдонис.